# Martin Glaz Serup
Martin Glaz Serup (født 1978 i København) er en dansk digter, børnebogsforfatter, redaktør og kritiker. Han er BA i Dansk og Kunsthistorie, cand.mag. i Moderne Kultur, Ph.d. i Litteraturvidenskab og Moderne Kultur fra Københavns Universitet med afhandlingen Kulturel erindring og konceptuel vidnesbyrdlitteratur. Desuden uddannet fra Forfatterskolen 2004. Modtog i 2012 Statens Kunstfonds Treårige Arbejdsstipendium.
Serup har været redaktør af litteraturtidsskriftet Apparatur, som han var med til at grundlægge, desuden redaktionssekretær på lyriktidsskriftet Hvedekorn (2005-2007) og redaktør af internetportalen Litlive (2003-2008), som han grundlagde sammen med Pablo Henrik Llambías. Bidragsyder til den litterære fællesblog Promenaden  (2011-2017), som han grundlagde sammen med Niels Frank og Thomas Boberg. Serup har en af de ældste, stadig fungerende litteraturblogs i Skandinavien - Kornkammer.dk.
Debuterede i 1996 med en novelle i antologien Det Ukendte og i 1998 med digte i Hvedekorn og har siden publiceret i en lang række internationale tidsskrifter.
Har undervist fast i skrivekunst på Syddansk Universitet, på Forfatterskolen for Børnelitteratur under Aarhus Universitet og på Litteraturvidenskab på Københavns Universitet, og har desuden undervist på Forfatterskolen, Forfatterstudiet i Tromsø, Litterär Gestaltning i Göteborg, på universiteterne i Nuuk og Tórshavn og en lang række andre steder.
Grundlagde i 2020 onlineskriveskolen og -fællesskabet Forfatterhouse sammen med  Malene Kirkegaard.

## Priser
- Statens Kunstfonds Treårige Arbejdsstipendium i 2012
- Guldmedalje fra Københavns Universitet i 2008 for medaljeafhandlingen Poesi og relationel æstetik
- Michael Strunge-prisen i 2006

### Romaner
- Del af livet Turbine 2025

### Digtsamlinger
- Kan du huske/regnvejret i Trieste (Victor B. Andersens Maskinfabrik 2021)
- Uendelige sommer, Turbine 2020 (digte)
- Endnu er dagen ikke spildt, Turbine 2019 (digte)
- Fredag, SMSpress 2014 (digt)
- Romerske nætter, Tiderne Skifter 2013 (digtsuite) (udgivet Sverige[3])
- Mandag, SMSpress 2010 (digt)
- Marken, Edition After Hand 2010 (digt) (udgivet i USA[4][5], Finland[6], Sverige[7], Tyskland[8], Mexico[9], Cuba og Grækenland)
- Trafikken er uvirkelig, Borgen 2007 (langdigt) (udgivet i Finland i svensk oversættelse, Trafiken är overklig[10])
- 4, adressens forlag 2005 (langdigt)
- Borgmester Gud, Lindhardt og Ringhof 2003 (digte)
- Travelling Salesman, adressens forlag 2002 (digt)
- Shylas ansigt, Lindhardt og Ringhof 2002 (digte)

### Essays og optegnelser
- Mortens bog 4, Kornkammer Small Press 2024[11]
- Læsesteder, forlaget emanicipa(t/ss)ionsfrugten 2018 (udgivet i Finland i svensk oversættelse, Läsplatser[12])
- Reading Places (oversat af Christopher Sand-Iversen), no press 2017
- 20/05/2014(s.m. Hanne Kvist),Kornkammer Small Press 2014[13]
- Mortens bog 3, Kornkammer Small Press 2014[14]
- Relationel poesi[15], Syddansk Universitetsforlag 2013[16]
- Mortens bog 2, Kornkammer Small Press 2011[17]
- Mortens bog, Kornkammer Small Press 2006[18]
- Rejsen til Rügen (s.m. Thomas Oldrup og Lasse Lægteskov), privattryk 2004

### Bøger for børn
- Trolden på tredje – og to andre eventyr (børnebog, illustreret af Kristian Eskild Jensen), Gad 2022
- Hvis du møder en bjørn (børnebog, s.m. Malin Kivelä, illustreret af Linda Bondestam), Jensen & Dalgaard 2021
- Huset på havets bund (børnebog, illustreret af Lars Vegas Nielsen), Gyldendal 2018
- Ingen verdens ting (børnebog, illustreret af Cato Thau-Jensen), Gyldendal 2017
- Historien om Daniil Kharms (børnebog, illustreret af Mette Marcussen), Jensen & Dalgaard 2017
- Yana og Eliah (og mange andre børn) (børnebog, illustrationer Lilian Brøgger), Gyldendal 2013
- Kalder alle nisser (julekalender for børn, s.m. Hanne Kvist), SMSpress 2011
- Da bedstefar var postbud (børnebog, illustrationer Rasmus Bregnhøi), Gyldendal 2010
- En spændende historie (børnebog, illustrationer Cato Thau-Jensen), Gyldendal 2009
- Hvis.Du.Ser.Noget.Sig.Noget (ungdomsroman, s.m. Hanne Kvist), Dansklærerforeningen 2007
- Sebastians monster (børnebog, illustrationer Lars Vegas Nielsen), Alma 2007
- Virus (billedroman, illustrationer Morten Voigt), Dansklærerforeningen 2006
- Skræp! (børnebog, illustrationer Pia Thaulov), Gyldendal 2003